# Kozići
Kozići (cyr. Козићи) – wieś w Bośni i Hercegowinie, w Republice Serbskiej, w gminie Rogatica. W 2013 roku liczyła 23 mieszkańców.